# Leucania yuennana
Leucania yuennana là một loài bướm đêm trong họ Noctuidae.